# 헬리콥터 모함

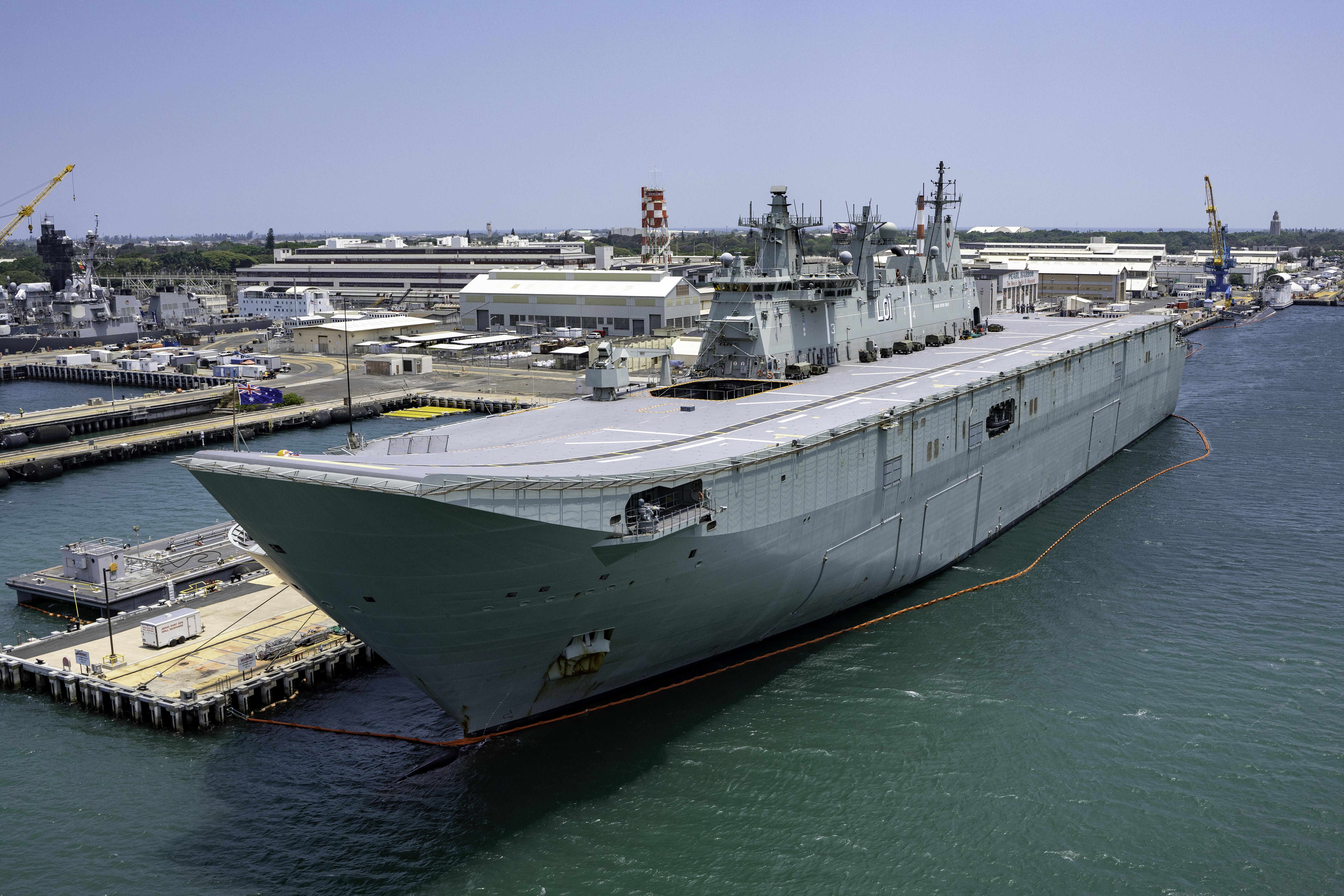
캔버라급 강습상륙함

헬리콥터 모함(helicopter carrier)은 헬기항모라고도 부르며, 주로 헬기를 운영하는 항공모함의 한 유형을 말한다. 종종 대잠전 항공모함과 강습상륙함으로 부르기도 한다.
헬기항모는 HMS 오션과 같이 선체길이와 동일한 비행갑판을 갖고 있거나, 소련의 모스크바급 헬리콥터 항공모함처럼 대형 헬기 갑판을 별도로 보유하고 있는 경우도 있다. 후자의 경우에 해당하는 예는 적다.
해리어와 같은 수직이착륙 비행기가 발달하여 21세기에는 순수한 헬리콥터 항공모함은 찾기 힘들다. 그 예가 미국의 와스프급 강습상륙함이다. 30대의 헬리콥터를 탑재할 수 있지만, 8대의 해리어기를 탑재할 수도 있다.
와스프급 강습상륙함과 같이, 해병대를 상륙정으로 해안에 상륙시킬 수 있는 능력을 가졌다면, 보통 강습상륙함이라고 분류한다.
60년대에 해리어가 등장하면서 헬기항모는 대부분 경항공모함으로 분류하게 되었다. 즉, 현재 순수한 헬기항모로 분류하는 경우는 다음의 두 가지 뿐이다.
- 해리어가 등장하기 이전에, 고정익기를 사용할 수 없는 크기의 항공모함.
- 해리어가 등장한 이후에, 해리어를 사용할 수 없을 정도의 작은 항공모함.

요즘에는 대부분 해리어를 운용할 수 있기 때문에, 경항공모함으로 분류한다.

## 목록
아래의 목록은 자음 순으로 나열되었다.

### 운용 중
- 대한민국 해군
  - 독도급 대형수송함
- 미국 해군
  - 와스프급 강습상륙함
  - 아메리카급 강습상륙함
- 일본 해군
  - 휴우가급 구축함
  - 이즈모형 호위함
- 영국 해군
  - HMS 오션
- 프랑스 해군
  - 미스트랄급 강습상륙함
- 이탈리아 해군
  - 산 조르지오급 강습상륙함
- 오스트레일리아 해군
  - 캔버라급 강습상륙함

### 퇴역
- 미국 해군
  - USS 로우 지마
  - 타라와급 강습상륙함
- 소련 해군
  - 모스크바
- 영국 해군
  - HMS 불호크
  - HMS 알비온
- 프랑스 해군
  - 잔 다르크

## 같이 보기
- 강습상륙함
- 대잠전 항공모함
- 경항공모함